# Trebbiatrice

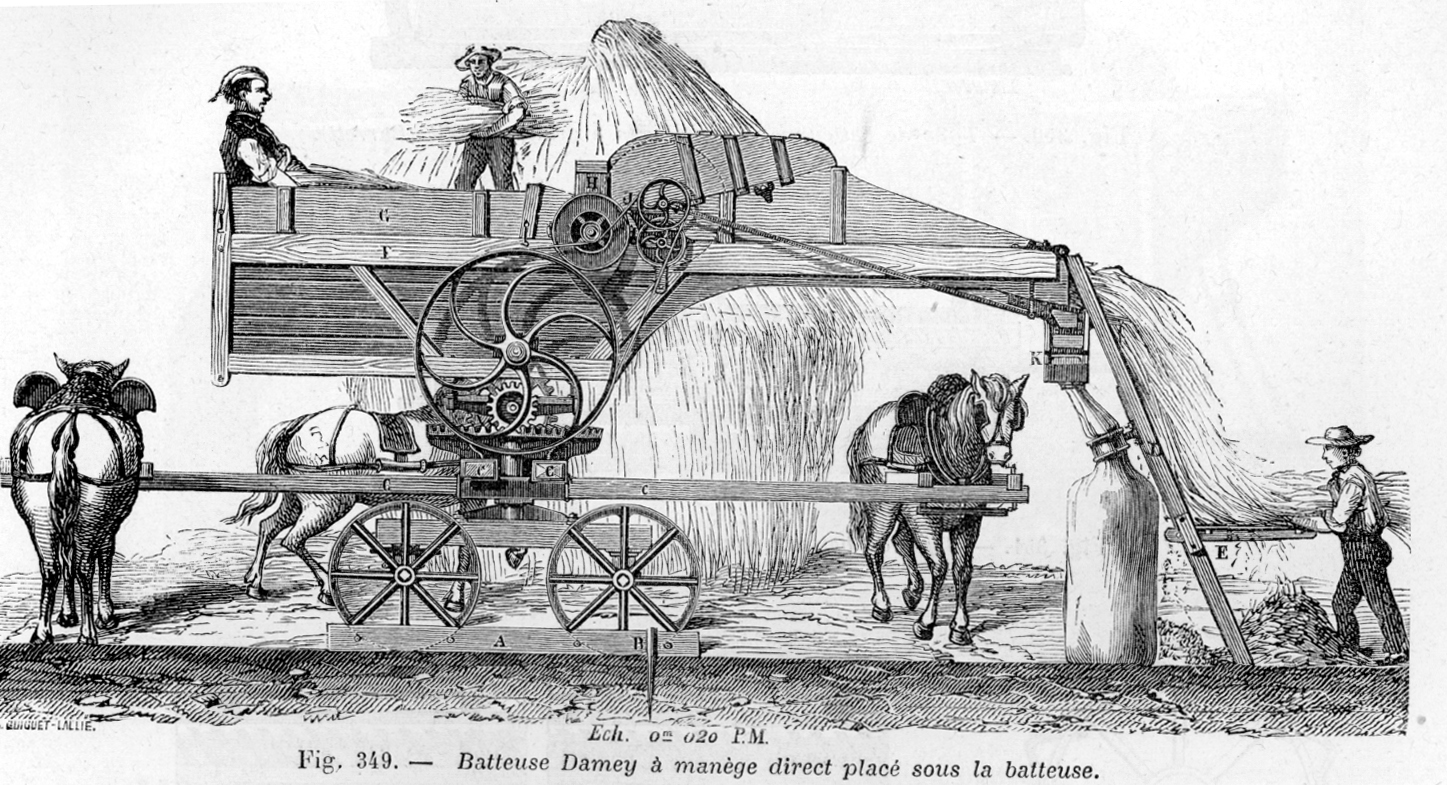
Una trebbiatrice del 1881

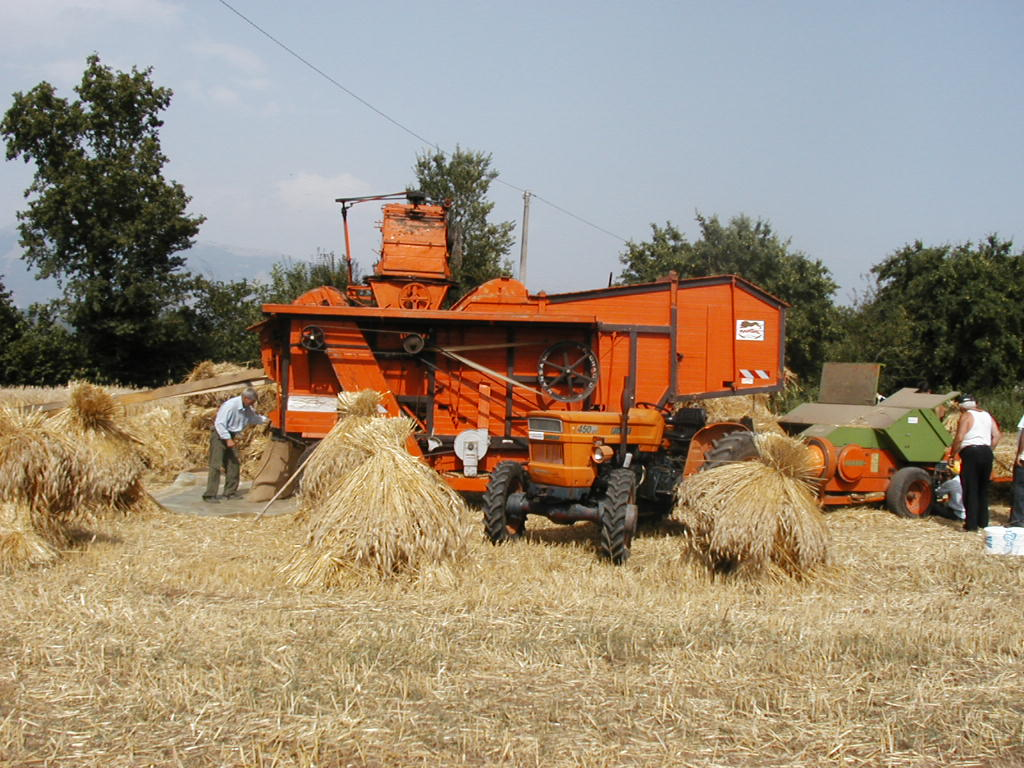
Una trebbiatrice del 1972

La trebbiatrice è una macchina agricola utilizzata per sgranare i cereali e separarli dalla paglia come nel caso del frumento o del riso; nel caso del mais la macchina che esegue la separazione dei semi dai tutoli viene detta sgranatrice.

## Storia
La trebbiatrice in Italia, un tempo detta anche "macchina per battere il grano", appartiene ormai al passato, sostituita dalla mietitrebbia che esegue la trebbiatura contemporaneamente alla mietitura.
In età romana esisteva una tipologia particolare di vanga, chiamata ventilabrum, che serviva a separare il grano dalla pula e il tribolo In seguito venne usata la tarara.
Nel 1733 lo scozzese Michael Menzies costruisce la prima trebbiatrice azionata da una ruota idraulica.
Successivamente, si ebbero trebbiatrici movimentate da motori a vapore e poi motori a scoppio, motori che venivano collegati alla trebbiatrice mediante una grossa cinghia per la trasmissione del moto, oppure con un giunto cardanico. Il motore e la trebbiatrice, montata su ruote, venivano spostati nelle diverse località di trebbiatura, solitamente le aie delle cascine, mediante traino da parte di buoi o asini.
Nella prima metà del Novecento il motore iniziò ad essere costituito da un trattore, che aveva anche la funzione di trainare la trebbiatrice e accessori (pressaforaggi o imballatore) nei suoi spostamenti. Particolarmente indicati a questo compito si rivelarono i trattori a testa calda, in produzione fino alla fine degli anni cinquanta e ancora in uso fin verso la fine del secolo scorso, anche per il loro basso consumo durante il funzionamento da fermi.

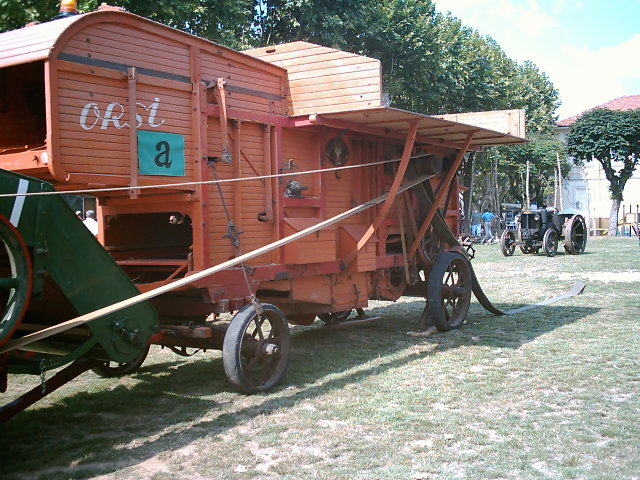
trebbiatrice Orsi della prima metà del secolo XX

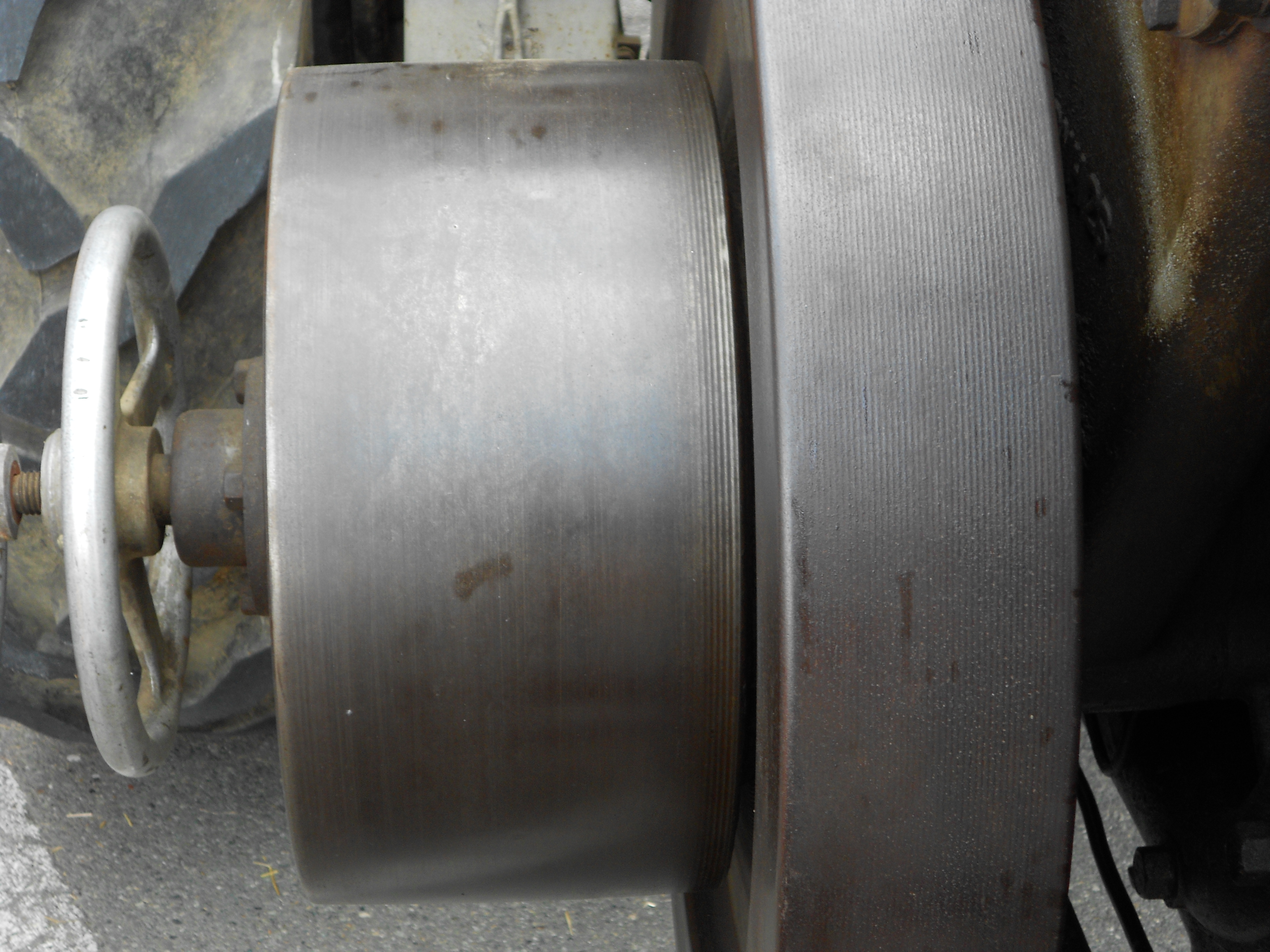
grossa puleggia montata su trattore a testa calda; è adatta alla trasmissione del moto tramite una cinghia di ampie dimensioni, usata in particolare per le trebbiatrici.